# Scionomia lignicolor
Scionomia lignicolor är en fjärilsart som beskrevs av W. Warren 1893. Scionomia lignicolor ingår i släktet Scionomia och familjen mätare. Inga underarter finns listade.